# Szkic

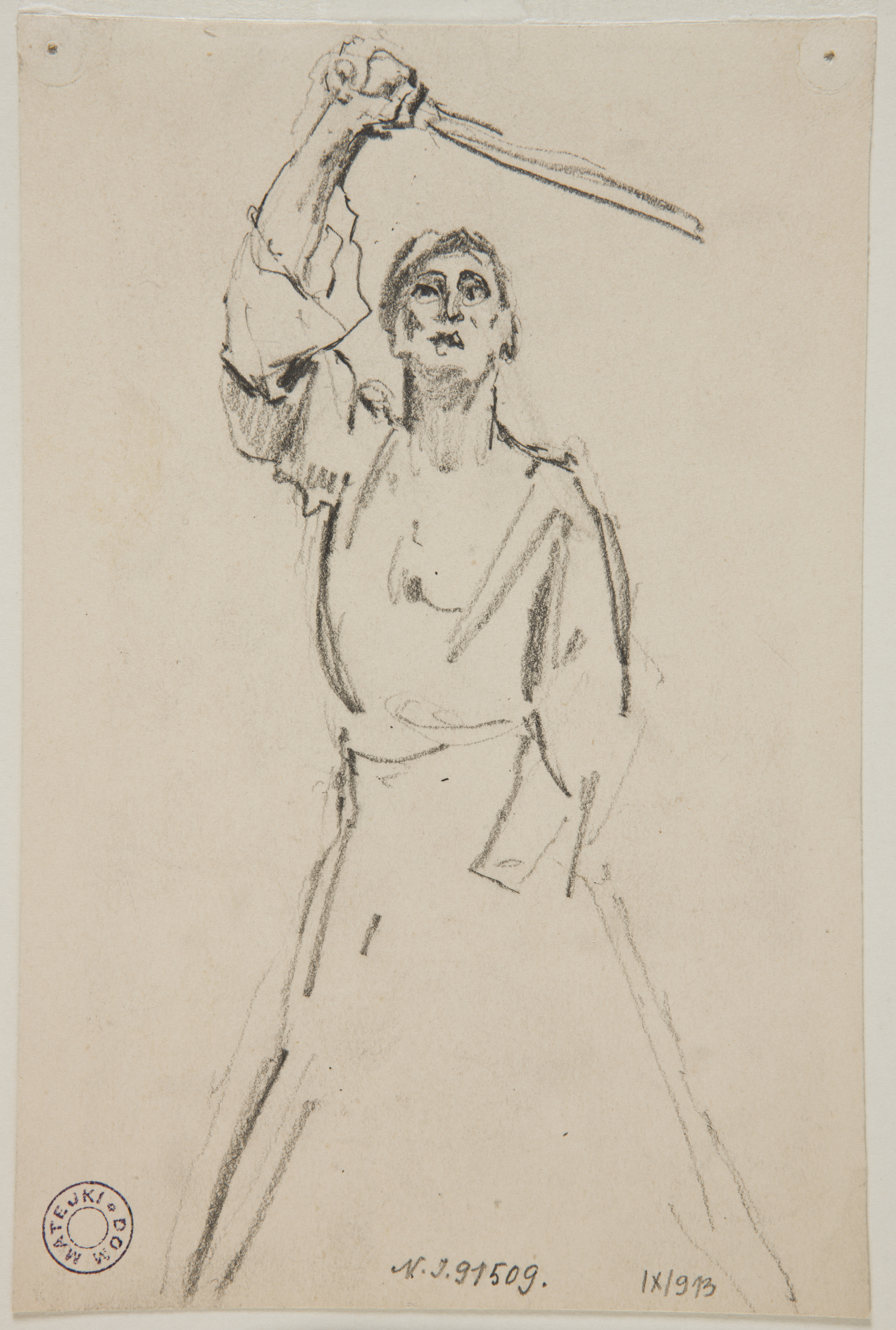
Szkic Jana Matejki do obrazu Bolesław Chrobry ze Świętopełkiem przy Złotej Bramie w Kijowie

Szkic – wstępny zarys realizacji koncepcji artystycznej, ulegający zmianom w czasie rozwoju projektu. Szkic może stanowić dokumentację, obrazującą proces twórczy od szkicu do ukończonej pracy. Szkicem można również nazwać swobodnie wykonany rysunek o charakterze notatki, służącej później do stworzenia na jego podstawie bardziej szczegółowego dzieła w pracowni.

W mowie potocznej szkicem nazywa się każdy rysunek ołówkiem. Szybkie rysunki bywają traktowane jako sprawdziany umiejętności technicznych i zdolności obserwacji artysty.